# Estere Volfa
Estere Volfa (* 11. April 2005 in Cēsis) ist eine lettische Skilangläuferin und Biathletin.

## Werdegang
Volfa trat international erstmals bei den Junioren-Skiweltmeisterschaften 2021 in Vuokatti in Erscheinung. Dort errang sie den 73. Platz im Sprint und den 68. Platz über 5 km Freistil. Bei den nachfolgenden Nordischen Skiweltmeisterschaften in Oberstdorf kam sie auf den 93. Platz über 10 km Freistil und auf den 82. Rang im Sprint. In der Saison 2021/22 startete sie in Zlatibor im Balkan-Cup und errang die Plätze drei und vier je über 5 km klassisch. Bei den Olympischen Winterspielen 2022 in Peking belegte sie den 84. Platz über 10 km klassisch, den 81. Rang im Sprint sowie zusammen mit Kitija Auziņa den 21. Platz im Teamsprint und bei den Junioren-Skiweltmeisterschaften 2022 in Lygna den 66. Platz über 5 km klassisch, den 65. Rang im Sprint sowie den 58. Platz im 15-km-Massenstartrennen.
Ihre Mutter Ieva Cederštrēma-Volfa war als Biathletin aktiv.

## Teilnahmen an Weltmeisterschaften und Olympischen Winterspielen

### Olympische Spiele
- 2022 Peking: 21. Platz Teamsprint klassisch, 81. Platz Sprint Freistil, 84. Platz 10 km klassisch

### Nordische Skiweltmeisterschaften
- 2021 Oberstdorf: 82. Platz Sprint klassisch, 93. Platz 10 km Freistil